# .sa
.sa — в Інтернеті, національний домен верхнього рівня (ccTLD) для Саудівської Аравії.

## Домени 2-го та 3-го рівнів
В цьому національному домені нараховується близько 2,030,000 [Архівовано 9 березня 2022 у Wayback Machine.] вебсторінок (станом на січень 2007 року).
У наш час використовуються та приймають реєстрації доменів 3-го рівня такі доменні суфікси (відповідно, існують такі домени 2-го рівня):
| Суфікс  | Регламентовані користувачі                                            |
| .com.sa | Комерційні установи, корпорації                                       |
| .edu.sa | Наукові та дослідницькі установи, коледжі, університети або інститути |
| .gov.sa | Державні та урядові установи                                          |
| .net.sa | Провайдери, організації, пов'язані з мережами                         |
| .org.sa | Неприбуткові, неурядові організації                                   |
| .sch.sa | Публічні та приватні школи                                            |